# Albert K. Cohen
Albert Kircidel Cohen (15 de junio de 1918 - 25 de noviembre de 2014) fue un criminólogo estadounidense. Es conocido por su Teoría Subcultural de bandas juveniles urbanas, incluyendo su influyente libro de Delinquent Boys: Culture of the Gang. Se ha desempeñado como vicepresidente de la Sociedad Americana de Criminología desde 1984 hasta 1985 y en 1993 recibió el premio Edwin H. Sutherland.

## Carrera
Albert Cohen se graduó de la Universidad de Harvard con honores en sociología en 1948. 
Fue alumno de Talcott Parsons y escribió el doctorado bajo su inspiración. Parsons y Cohen siguieron correspondiendo también después de que Cohen dejó Harvard. En su trabajo de 1955, Delinquent Boys: The Culture of the Gang, Cohen escribió sobre pandillas delincuentes y sugirió en su discusión teórica cómo esas pandillas intentaron "reemplazar" las normas y valores comunes de la sociedad con sus propias subculturas. 

## Teoría de la Subcultura
Esta teoría desarrollada por Cohen postula que los niños son delincuentes porque la escuela recoge los valores de la clase media. Un niño de un estrato social inferior, al tratar de alcanzar esas metas, no será capaz de ello y, por tanto, la escuela puede crear frustración y baja autoestima. Se desarrolla una subcultura criminal a la que Cohen llamó reacción antagónica.
El inicio para el desarrollo de su teoría de las subculturas fue el establecer que “las acciones son la consecuencia de esfuerzos para solucionar problemas de adaptación”, esto es, el afán de sus creencias por el grupo de referencia. De acuerdo con la teoría de Cohen los problemas de adaptación del individuo se resuelven de manera normal. No obstante, en algunos casos plantea que los individuos toman determinaciones desviadas.
De acuerdo a Cohen, el joven inadaptado socialmente puede optar por seleccionar su incorporación al entorno cultural de los jóvenes de clase media, aunque esto implique competir en inferioridad de condiciones. También puede optar por renunciar a esas aspiraciones e integrarse en la cultura de otros jóvenes de la calle. Para abordar la integración en una subcultura delincuente, expone que la subcultura delincuente puede establecerse como “un sistema de convicciones y valores que se desarrolla en un proceso de interacción comunicativa entre niños, que por su posición en la estructura social están en una situación similar para la resolución de los problemas de adecuación, para los que la cultura en vigor no proporciona soluciones satisfactorias".
..